# ۲ فروردین
۲ فروردین ششمین روز از سال در گاه‌شماری خورشیدی است. به پایان سال ۳۶۳ روز ۳۶۰ روز در سال کبیسه) مانده‌است.

## رویدادها
- ۱۳۰۰ - بلدیه تهران با تشکیلات جدید آغاز به کار کرد و ضیاءالدین طباطبایی گاسپار ایپگیان را به مقام رئیس بلدیه تهران و مأمور اداره تشکیلات جدید بلدیه منصوب کرد
- ۱۳۴۲ - حمله ماموران پهلوی به مدرسه فیضیه قم [۱]
- ۱۳۶۱ - آغاز عملیات فتح‌المبین [۱]
- ۱۳۹۷. عطامحمد نور، والی بلخ از مقام خود کنار رفت.[۲]
- ۱۴۰۰ - اعلامیه محمدرضا جوادی یگانه در مورد ممنوع شدن استفاده از نماد حاجی فیروز در کارناوال‌ها و دیگر مراسم‌ها
- ۱۴۰۳ - رقابت ۲ فروردین ۱۴۰۳ تیم ملی فوتبال ایران با تیم ملی فوتبال ترکمنستان در مرحله مقدماتی جام جهانی فوتبال ۲۰۲۶ (آسیا) و مرحله مقدماتی جام ملت‌های آسیا ۲۰۲۷

## زادروزها
- ۱۳۰۰ - ابوالقاسم گرجی، حقوق‌دان
- ۱۳۱۲ - ابوالحسن بنی‌صدر، نخستین رئیس جمهور ایران
- ۱۳۱۵ - امین‌الله رضایی، پدر نقاشی سورئال ایران
- ۱۳۲۲ - ناظم گنجاپور، بازیکن فوتبال
- ۱۳۲۷ - مروت‌الله پرتو، نماینده حوزه انتخابیه خدابنده در دوره ششم مجلس شورای اسلامی
- ۱۳۳۴ - بهروز کریمی، بازیگر
- ۱۳۳۶ - حسین فرکی، بازیکن فوتبال
- ۱۳۳۹ - بابک کریمی، بازیگر
- ۱۳۶۲ - یوسف کرمی، تکواندوکار

## درگذشت‌ها
- ۱۲۲۳ - محمدباقر شفتی، روحانی و فقیه
- ۱۳۴۱ - حسین کاشی‌پز، هنرمند
- ۱۳۶۹ - پارسا تویسرکانی، نویسنده و شاعر
- ۱۳۹۲ - هوشنگ کاووسی، کارگردان
- ۱۳۹۴ - یونس عساکره، از شهروندان ایران
- ۱۳۹۷ - داریوش شایگان، فیلسوف [۳]
- ۱۳۹۹ - ژیلا تقی‌زاده، داستان‌نویس
- ۱۴۰۱ - سید محمد فقیه، نماینده استان فارس در دوره پنجم مجلس خبرگان رهبری
- ۱۴۰۲ - احمد سمیعی گیلانی، نویسنده

## مناسبت‌ها
- نوروز